# László Hammerl
László Hammerl (Budapest, 15 de febrero de 1942 – Budapest, 3 de mayo de 2024) fue un tirador olímpico húngaro especialista en rifle.

## Carrera
Participó en cuatro ocasiones en los Juegos Olímpicos, la primera de ellas fue en Tokio 1964 donde compitió en la modalidad de rifle 50 metros prone donde ganó la medalla de oro luego de superar en el desempate a Lones Wigger de Estados Unidos. También ganaría la medalla de bronce en la modalidad de rifle 50 metros tres posiciones, quedando detrás de Lones Wigger de Estados Unidos que ganó la medalla de oro y de Velichko Velichkov de Bulgaria que ganó la medalla de plata.
Su segunda participación olímpica fue en México 1968 donde finalizó en el lugar 13 entre 62 participantes en la modalidad de rifle 50 metros tres posiciones, y ganaría la medalla de plata en la modalidad de rifle 50 metros prone donde solo fue superado por Jan Kůrka de Checoslovaquia.
Su tercera aparición olímpica fue en Múnich 1972 en la que en la modalidad de rifle 50 metros prone terminó en octavo lugar entre 101 participantes, mientras que en la modalidad de rifle 50 metros tres posiciones terminó en el lugar 17 entre 69 participantes.
Su última aparición en Juegos Olímpicos fue en Montreal 1976 donde finalizó en el puesto 37 en la modalidad de rifle 50 metros prone, el único evento en el que participó.